# Poder nacional

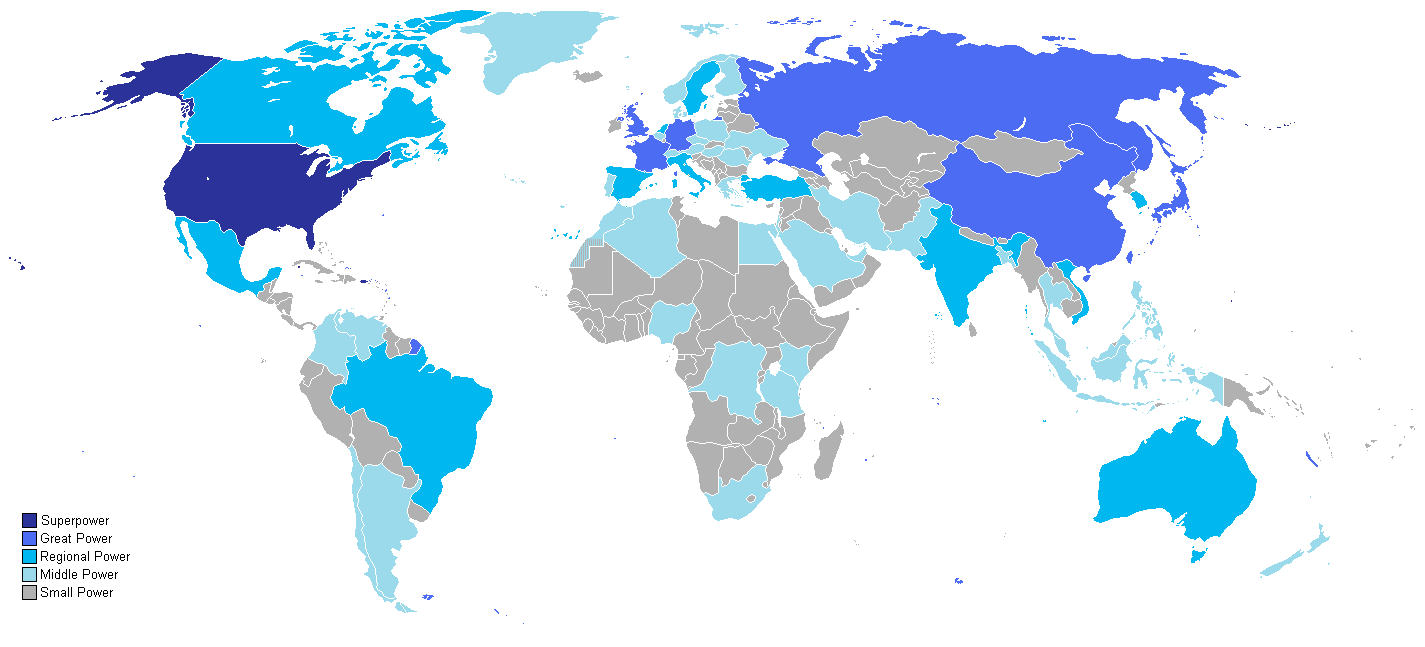
Clasificación de la potencia de cada país en sus relaciones internacionales.

El Poder Nacional debe entenderse como la suma de todas las fortalezas de una nación, que le permiten establecer su estrategia de desarrollo en pro de los objetivos nacionales pese a los obstáculos que pueda pasar la Nación en un determinado momento.

## Recursos que utiliza
- Recursos económicos y militares:
  - Geografía
  - Recursos naturales
  - Economía
  - Política
  - Militar

- Recursos sociales:
  - Población
  - Desarrollo humano
  - Poder adquisitivo
  - Educación
  - Consumo y recursos energéticos a nivel mundial
  - Salud pública

- Recursos culturales:
  - Psicología
  - Medios de comunicación
  - Institucionalidad
  - Universidades
  - Think tanks
  - Atractivo turístico
  - Inmigración

## Aplicación
Facetas importantes de la geografía son: localización (ubicación), clima, topografía, subsuelo. El relacionamiento o vínculo entre política externa y localización geográfica (enlace roto disponible en Internet Archive; véase el historial, la primera versión y la última)., es lo que dio origen a la Geopolítica.
La presencia de un determinado obstáculo de agua, en muchos casos ofrece protección a un Estado-nación o a varios, como es el caso de lo que por ejemplo ocurre en Gran Bretaña, Japón, y Estados Unidos, y lo que entre otras cosas, permitió que Japón siguiese políticas aislacionistas.
Por su parte, la presencia de grandes fajas litorales también permiten a las naciones que cuentan con este tipo de recursos, de desarrollar medios de transporte orientados al comercio o a la guerra, y con los que se puede expandir y/o fortalecer influencias tanto pacíficamente como a través de la conquista.
En contraste, por ejemplo Polonia no tiene obstáculos importantes que le separen de sus poderosos vecinos, y en buena medida por ello es que se vio involucrada en numerosos conflictos, los que en ciertos casos atentaron contra su independencia, y/o le hicieron perder territorio. Recuérdese por ejemplo que Polonia logró su independencia recién en 1918, luego de más de cien años en que fue gobernada por el Reino de Prusia, el Imperio Ruso, y el Imperio Austriaco.
El clima obviamente también tiene su incidencia, especialmente en ciertos casos. El clima por ejemplo puede afectar enormemente la productividad de la agricultura rusa.
Por otro lado y continuando con el análisis de Rusia, corresponde señalar que el gran tamaño del territorio ruso y los rigores de su clima, le dio al país ciertas ventajas en el llamado Grande Guerra Patrótica, durante la Segunda Guerra Mundial.

## Medición del poder nacional
El poder nacional es un intangible y, como tal, no se puede medir. Sin embargo, el poder nacional reside en las capacidades nacionales y éstas resultan perfectamente cuantificables o medibles.
La palabra capacidad proviene de la etimología latina capacitas, que es la cualidad de lo capaz. Capax o capacis significa “que tiene mucha cabida”, ya que deriva del verbo capere que se traduce como capturar, contener e, incluso, apoderarse. Así una primera acepción de la palabra capacidad se refiere a la propiedad de una cosa de contener o capturar otras dentro de sí o de ciertos límites. En un sentido más amplio, capacidad podría referir no sólo a la facultad de una cosa para contener otras, sino también para incluir o detentar ciertas cualidades. Por ello, es posible entender la palabra capacidad como la aptitud, talento o cualidad que dispone a alguien para el buen ejercicio de algo. 
En el ámbito de las relaciones internacionales, las capacidades pueden ser vistas como las competencias o aptitudes que tiene un Estado para la concreción de sus intereses en el sistema internacional. El poder nacional reside así en las capacidades nacionales o, de forma inversa, las capacidades son fuente del poder nacional. Lo que debe quedar en claro es que “el poder es una cuestión relativa, las capacidades no”. Esto quiere decir que, si bien el poder nacional es un intangible, las capacidades nacionales son objetivas, tangibles y mesurables. Por ello, es fundamental observar y ponderar las capacidades nacionales, ya que en éstas se encuentra cimentada toda base para el ejercicio del poder nacional. 
Algunos teóricos organizan las capacidades nacionales en tres grandes conjuntos para su análisis: las capacidades materiales, que están relacionadas con el funcionamiento la actividad macroeconómica, la defensa y  la investigación en un Estado; las capacidades semi-materiales, que son intermedias y secundarias, se refieren a la riqueza individual, a la situación general de la población y al bienestar de una sociedad-nacional; y, finalmente, las capacidades inmateriales, que son relativas al atractivo turístico y cultural de un país, a su cosmopolitismo y la proyección internacional de sus medios de comunicación, de sus universidades y centros de investigación.
A partir de dicha consideración ontológica y epistemológica, se formula el Índice de Poder Mundial (IPM) el cual constituye una técnica de análisis cuantitativa que expresa el cúmulo de capacidades materiales, semi-materiales e inmateriales que posee un Estado para el ejercicio de su poder en el sistema internacional.
El IPM se encuentra conformado por tres subíndices: 
- el Índice de Capacidades Materiales (ICM) que está compuesto por índices simples que ponderan los recursos económicos-militares de un Estado a través de su producto nacional bruto, superficie territorial, gasto militar, intercambio comercial, reservas monetarias y gasto en investigación y desarrollo;
- el Índice de Capacidades Semi-Materiales (ICSM), conformado por otro conjunto de índices simples que refieren los recursos socio-institucionales de un Estado a través su producto nacional bruto per cápita, población, consumo per cápita, educación, salud y abasto de electricidad;
- el Índice de Capacidades Inmateriales (ICIM), integrado por diversos índices simples que reflejan los recursos comunicativo-culturales de un Estado a través de su gasto público, atractivo turístico nacional, ayuda exterior, telecomunicaciones, universidades y migración internacional.

El IPM resulta una técnica de gran valía no sólo para la lectura del incremento, mantenimiento o detrimento del poder nacional de un Estado, sino también para observación precisa del posicionamiento de cada país en el conjunto de la estructura internacional.